# Taktisches Luftwaffengeschwader 74
Das Taktische Luftwaffengeschwader 74 (TaktLwG 74; bis Oktober 2013 Jagdgeschwader 74) ist ein fliegender Kampfverband der deutschen Luftwaffe. Es ist das erste Einsatzgeschwader und einer von vier Verbänden innerhalb der Bundeswehr, die das Flugzeugmuster Eurofighter erhielten. Das NATO-assignierte Geschwader ist auf dem Fliegerhorst Neuburg in Neuburg an der Donau stationiert und stellt die Alarmrotte für den südlichen Luftraum; als Ausweichplatz fungiert der Fliegerhorst Lechfeld. Das TaktLwG 74 stellte in der Vergangenheit wiederholt Ehreneskorten für ausländische Staatsgäste und wurde u. a. mit dem Fahnenband des Freistaates Bayern geehrt. Sieben Mal war es bereits an den deutschen Kontingenten NATO Air Policing Baltikum beteiligt; zuletzt übernahm das TaktLwG 74 2024 diese Aufgabe.

## Auftrag
Der Kernauftrag des Taktischen Luftwaffengeschwaders 74 in Friedenszeiten ist das Stellen und in Übung halten der NATO-Alarmrotte, sprich Quick Reaction Alert „Interceptor“ (QRA „I“), zum Schutz des südlichen Luftraums der Bundesrepublik Deutschland (vgl. Taktisches Luftwaffengeschwader 71 „Richthofen“ in Wittmund für den nördlichen Luftraum).
Eine Alarmrotte besteht aus jeweils zwei aufmunitionierten Kampfflugzeugen vom Typ Eurofighter. Außerdem stellt das Geschwader gegebenenfalls Kräfte für die NATO Response Force (NRF) und andere Auslandseinsätze der Bundeswehr. Wichtige Aufgaben des Geschwaders sind dann:
- Luftüberlegenheit,
- Eskorte von Flugzeugen
- und Patrouillenflüge.[2]

## Geschichte

### Sabre

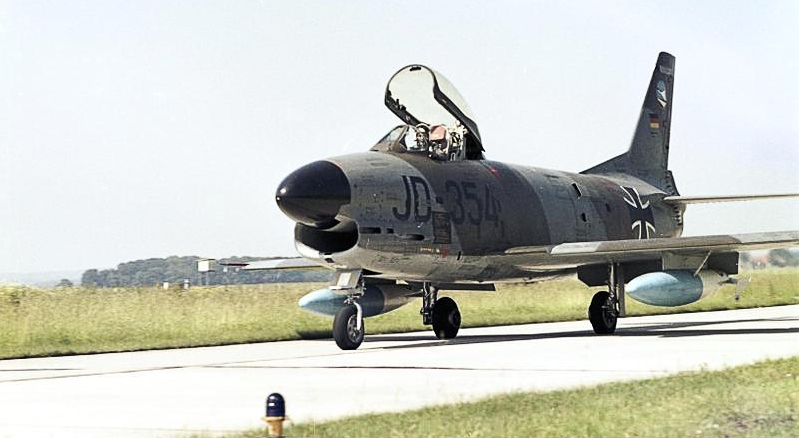
F-86K Sabre des JG 74

Das Taktische Luftwaffengeschwader 74 im oberbayerischen Neuburg an der Donau ging ursprünglich aus dem Jagdgeschwader 75 (JG 75) in Oldenburg bzw. Leipheim bei Ulm hervor, welches 1960 gemäß Luftwaffenaufstellungsbefehl Nr. 155 „inoffiziell“ aufgestellt wurde und damit das vierte zu den Luftverteidigungskräften zählende Jagdgeschwader der Luftwaffe der Bundeswehr war. Dieses erste Allwetterjagdgeschwader war mit dem AWX-Jäger F-86K „Sabre“ („Sabre Dog“) ausgestattet. Die Aufstellung des ursprünglich geplanten Jagdgeschwaders 74 wurde somit zunächst nicht verwirklicht. Im April 1961 verlegte man das JG 75 endgültig auf den neugebauten Fliegerhorst Zell bei Neuburg an der Donau und benannte es auch aus Ressourcengründen zum 1. Mai 1961 in Jagdgeschwader 74 (JG 74) um.
Unter Anwesenheit des ersten Inspekteurs der Luftwaffe, Generalleutnant Josef Kammhuber, und des Oberbefehlshabers der United States Air Forces in Europe, General Frederic H. Smith, Jr., wurde das Jagdgeschwader 74 am 5. Mai 1961 offiziell in Dienst gestellt. Bundesverteidigungsminister Franz Josef Strauß weihte im Herbst das neue Wirtschaftsgebäude ein. Neben den Amerikanern ist es insbesondere Kammhuber und Strauß zu verdanken, dass sich zu jener Zeit „wichtige Luftwaffenstandorte“ im südbayerischen Raum etablieren konnten. Der mexikanische Militärattaché verlieh der 2. Staffel den Namen „Zapata“, benannt nach dem Revolutionär Emiliano Zapata. Seit dem 1. Juli 1962 ist das JG 74 der NATO assigniert; im Kalten Krieg wurde es in den sogenannten „HAWK-Gürtel“ der NATO aufgenommen. Von den ursprünglich sechs geplanten JGs der Luftwaffe wurde 1964 die Planzahl auf zwei, nämlich das JG 74 und das JG 71, reduziert; ergänzt wurden diese um die leichten Kampfgeschwader.

### Starfighter

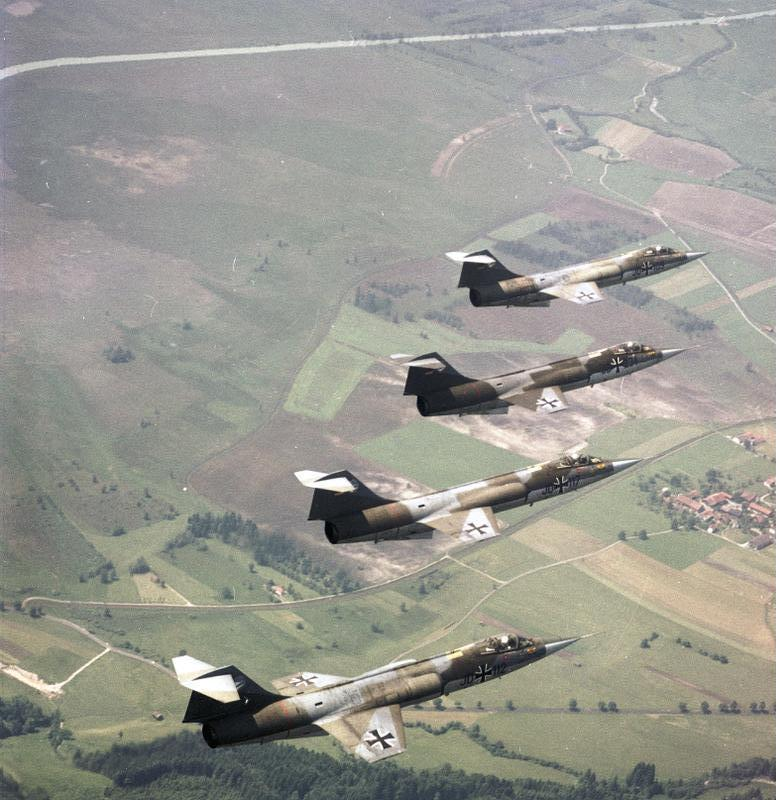
Vier F-104G Starfighter des JG 74 „M“ im Formationsflug

Am 12. Mai 1964 erreichte die erste Maschine vom Typ F-104G „Starfighter“ des Geschwaders Neuburg. Ab dem 1. Juli 1964 erfolgte die Umrüstung – acht weitere Jagd-, Jagdbomber- und Aufklärungsgeschwader wurden durch den Hersteller bis 1966 ausgestattet. Wegen der bestehenden NATO-Assignierung betrieb das JG 74 achtzehn Monate parallel zwei Flugzeugmuster. Die bis Anfang Januar 1966 ausgemusterten und ins Oberpfaffenhofener Depot bei München überführten Maschinen vom Typ F-86K „Sabre“ wurden 1966 an Venezuela verkauft. Bereits im April 1965 wurde die neue Truppenfahne in München übergeben. Beim Staatsbesuch des japanischen Kaiserpaares (Tennō Hirohito und Kōjun) in der Bundesrepublik Deutschland im Oktober 1971 stellte das JG 74 die Eskorte.

### Phantom

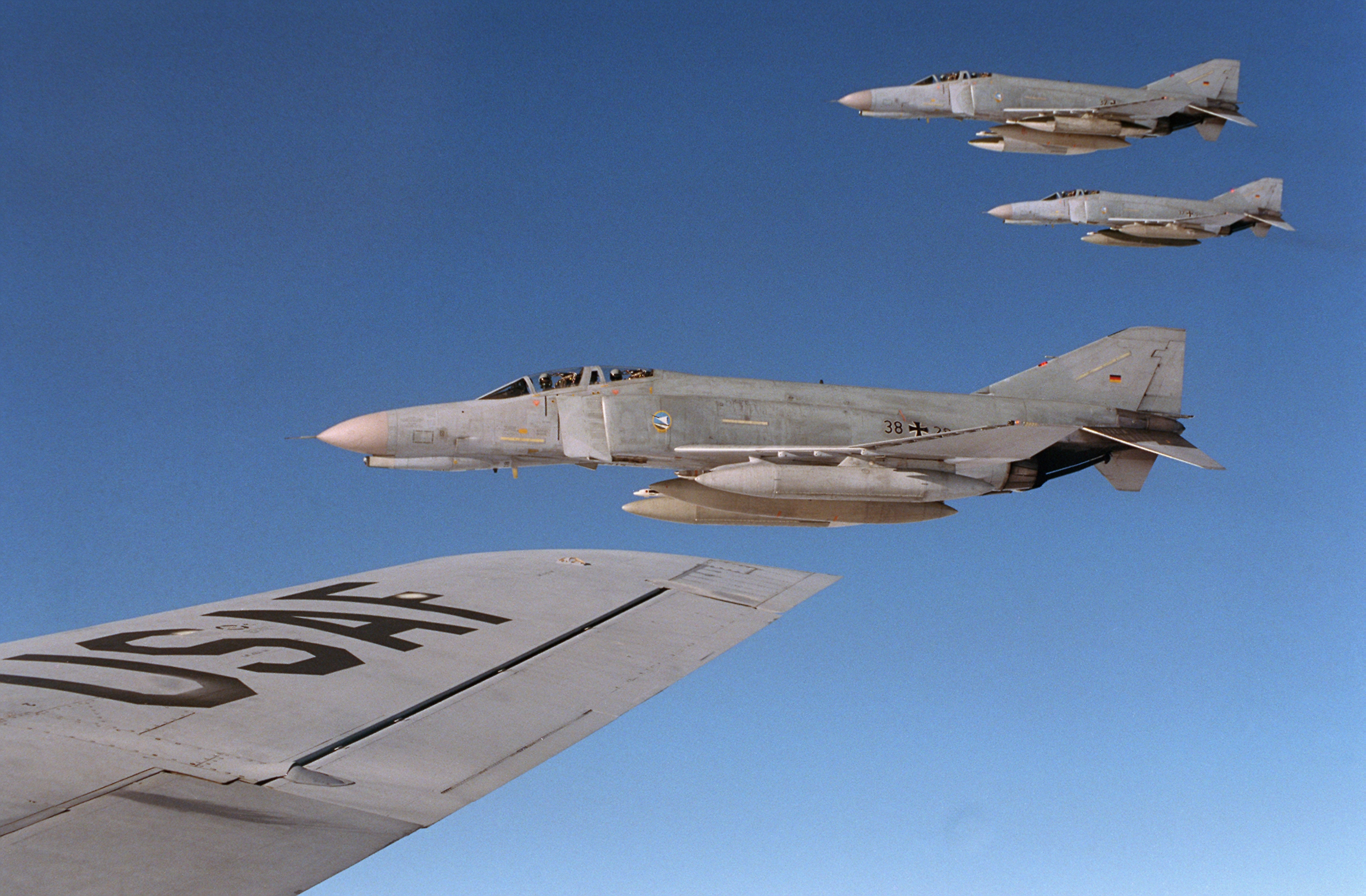
Drei F-4F Phantom des JG 74 „M“ im Jahr 1998

Im Jahre 1974 wurde der in die Jahre gekommene allwetter- und nachtkampfunfähige Starfighter im Geschwader ausgemustert: Nachdem am 26. September 1974 die ersten vier Maschinen vom Typ F-4F „Phantom II“ in Neuburg gelandet waren, setzte von Juni 1975 bis April 1976 in den Jagdgeschwadern 71 und 74, die jeweils dreißig Exemplare erhalten sollten, sowie in den Jagdbombergeschwadern 35 (ehemals Leichtes Kampfgeschwader 42) und 36 die Umrüstung ein, sodass im Jahre 1975 der Flugbetrieb aufgenommen werden konnte. Mit dem neuen US-amerikanischen Flugzeugmuster als Attack/Air Superiority Fighter, d. h. Abfangjäger und Mehrzweck-Jagdbomber, wurde das Aufgabenspektrum des JG 74 zwischenzeitlich erweitert. Die Entwicklung stand im Kontext der „zunehmenden Auflösung“ der ursprünglichen Unterteilung in Luftangriff und -verteidigung in der deutschen Luftwaffe.
Am 20. Jahrestag des JG 74 (5. Mai 1981) führten erstmals seit Gründung der Bundeswehr acht Maschinen F-4F Phantom des Verbandes einen 7-stündigen Nonstopflug mit Luftbetankung von Neuburg an der Donau zur CFB Goose Bay in Kanada mit dem Ziel einer Tiefstflugausbildung durch. Es folgten Besuche in Neuburg des Bundespräsidenten Karl Carstens (1981), des Generalstabschefs der Schweizer Armee, Korpskommandant Jörg Zumstein, bzw. des Generalinspekteurs der Bundeswehr, General Jürgen Brandt (1982) und des Inspekteurs der Luftwaffe, Generalleutnant Eberhard Eimler (1983). Nach dem NATO-Beitritt Spaniens kam es 1983 zum Staffelaustausch mit den spanischen Luftstreitkräften. Im gleichen Jahr konnten erstmals vier Maschinen Starts und Landungen auf dem Autobahn-Behelfsflugplatz bei Ahlhorn üben. 1986 stellte das JG 74 die Ehreneskorte für das spanische Königspaar (Juan Carlos I. und Sophia von Griechenland) und den italienischen Staatspräsidenten (Francesco Cossiga) bei den Staatsbesuchen in Deutschland. Zum Tag der offenen Tür anlässlich des 25. Jubiläums des JG 74 kamen ca. 150.000 Besucher zum Fliegerhorst.
Im Zuge des Falls der Berliner Mauer am 9. November 1989 stellte das JG 74 rund 400 Übersiedlern aus der DDR Betten und Spinde zur Verfügung. Noch vor der deutschen Wiedervereinigung 1990 hielten sich ehemalige Offiziere der Luftstreitkräfte der Nationalen Volksarmee zum Truppenpraktikum in Neuburg auf. Es folgten die Besuche des Generalinspekteurs der Bundeswehr, General Klaus Naumann (1991), des Generalstabschefs der spanischen Luftstreitkräfte, Generalleutnant Ramos Fernandez Sequeiros bzw. des Inspekteurs der Luftwaffe, Generalleutnant Hans-Jörg Kuebart (1992), des Kommandierenden Generals der französischen Taktischen Luftstreitkräfte, General Bernard Norlain bzw. des Kommandierenden Generals des Luftflottenkommandos, Generalleutnant Gerhard John (1993), des griechischen Verteidigungsministers, Gerasimos Arsenis (1995) und des Befehlshabers des Luftwaffenführungskommandos, Generalleutnant Jürgen Höche (1996). Bis Ende 1992 waren das JG 71 und das JG 74 für 75 kampfwertgesteigerte F-4F ICE [Improved Combat Effectiveness] Phantom II (37+49) vorgesehen, wovon dann auch die erste im April 1992 in Neuburg eintraf. Die Kampfwertsteigerung der 1990er Jahre umfasste den APG-65 Radar und die AMRAAM-Lenkflugkörper. Ein Jahr später wurde das Verbindungsflugzeug des Geschwaders, Do 28 D Skyservant, außer Dienst gestellt. Mit dem Zwei-plus-Vier-Vertrag (1990/91), spätestens dann mit dem Abzug der russischen Truppen aus den Neuen Bundesländern (1994), übernahmen das JG 71 in Wittmund und das JG 74 in Neuburg selbstständig das Air Policing (Alarmrotte) in der Bundesrepublik. Von Mai bis Dezember 1995 wurde der Flugbetrieb wegen Infrastrukturarbeiten auf den Fliegerhorst Ingolstadt/Manching verlegt. Außerdem nahm man an der NATO-Übung „Strong Resolve“ in Norwegen teil, die auf UN-Missionen vorbereiten sollte. Zum 35-jährigen Jubiläum des Geschwaders 1996 fand ein Großer Zapfenstreich auf dem Vorplatz der Neuburger Hofkirche (Karlsplatz) statt.
2000 war der Bundesverteidigungsminister, Rudolf Scharping, und 2001 der Generalinspekteur der Bundeswehr, General Harald Kujat, zu Gast in Neuburg. Außerdem fand 2001 erneut ein Großer Zapfenstreich zum Jubiläum statt; ca. 120.000 Gäste nutzten den Tag der offenen Tür. Von Mai bis November 2001 wurden u. a. Exponate des Geschwaders in einer Sonderausstellung über Bordwaffen im Waffenmuseum Suhl gezeigt. 2003/04 waren Flugzeuge des Verbandes zu Großübungen auf dem Fliegerhorst Trollenhagen bei Neubrandenburg. Von Juli bis September 2005 stellten das JG 71 und das JG 74 zum ersten Mal das Kontingent für den NATO-Einsatz Air Policing Baltikum. 2006 feierte das Geschwader im Neuburger Stadtschloss sein 45-jähriges Bestehen.

### Eurofighter

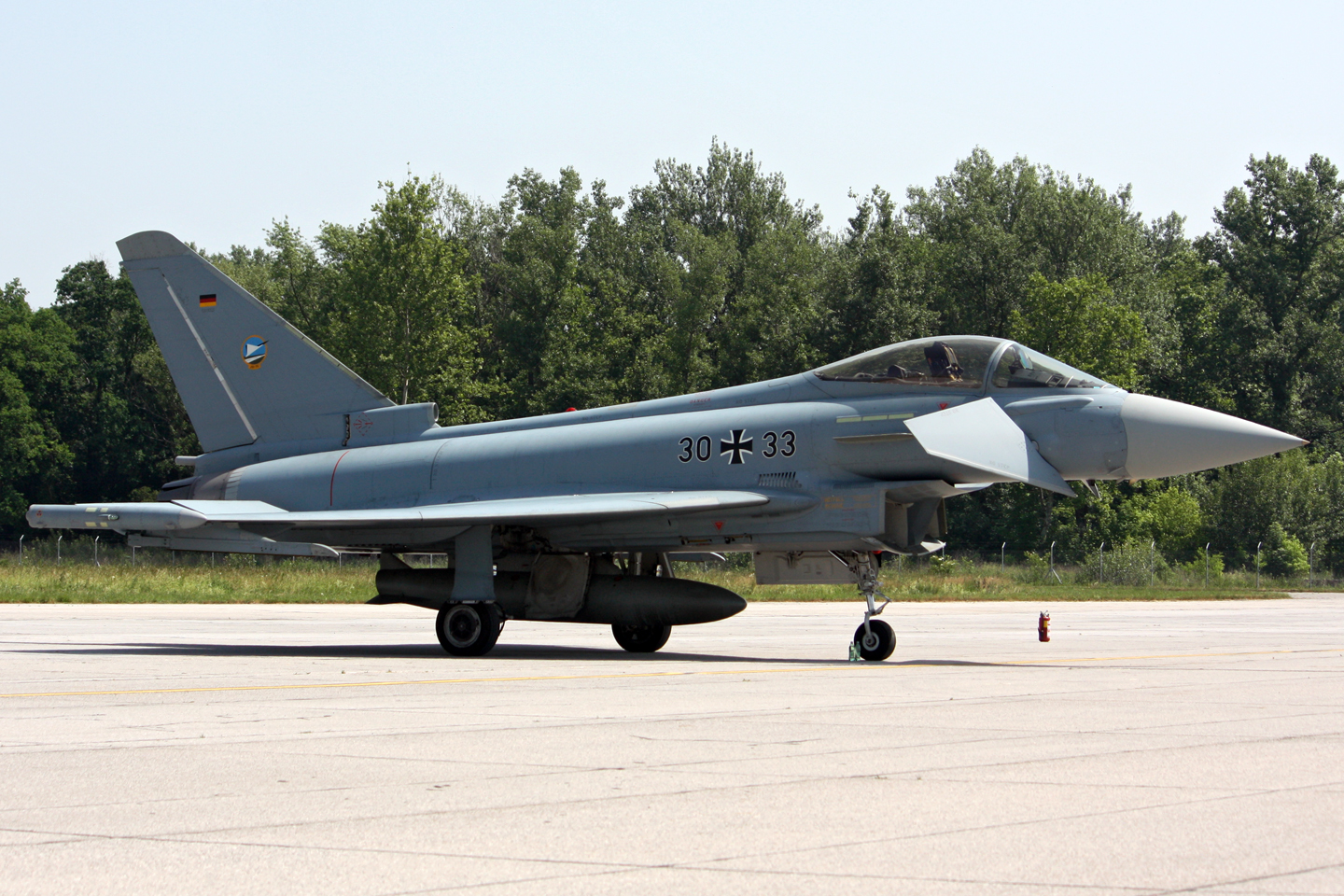
Eurofighter des JG 74

Seit Sommer 2006 erfolgte schrittweise die Umrüstung auf den Eurofighter. Am 25. Juli 2006 wurde der Flugbetrieb mit dem Eurofighter beim JG 74 aufgenommen. Das Geschwader war somit das erste Eurofighter-Einsatzgeschwader der Bundeswehr. Am 3. Juni 2008 wurde der NATO erstmals die Übernahme der Alarmrotte der Luftverteidigungssofortbereitschaft durch das Waffensystem Eurofighter gemeldet. Am 12. Juni 2008 wurde die Phantom II außer Dienst gestellt. U. a. folgende Amtsträger besuchten in dieser Zeit das JG 74: der Bundesverteidigungsminister Franz Josef Jung (2008), die Vizepräsidentin des Deutschen Bundestags, Gerda Hasselfeldt (2009), der Bundesverteidigungsminister, Karl-Theodor zu Guttenberg (2010), und der beamtete Staatssekretär im Bundesverteidigungsministerium, Stéphane Beemelmans, bzw. der Inspekteur der Luftwaffe Generalleutnant Aarne Kreuzinger-Janik (2011). Von September bis November 2009 stellte das JG 74 erneut das Kontingent für Air Policing Baltikum. 2011 wohnten ca. 20.000 Gäste den Feierlichkeiten unter internationaler Beteiligung zum 50-jährigen Jubiläum bei. Im Frühsommer 2012 verlegte das JG 74 erstmals nach der Umrüstung mit acht Luftfahrzeugen auf die Eielson AFB nach Alaska, wo es an den Manövern „Distant Frontier“ zu Vergleichszwecken mit USAF F-22 Raptor und zur Vorbereitung des unmittelbar anschließenden Manövers „Red Flag Alaska“ teilnahm.
Mit Auflösung des Jagdbombergeschwaders 32 (JaboG 32) wurde der Fliegerhorst Lechfeld zweiter Flugplatz des Geschwaders. Das JG 74 übernahm von der 1. Staffel des JaboG 32 auch deren Zugehörigkeit zu den NATO Tigers. Die Bavarian Tigers werden von beiden fliegenden Staffeln gebildet und nahmen im Juni 2013 in Norwegen erstmals am NATO Tiger Meet, bei dem Verbundene Luftkriegsoperationen geübt werden, teil. 2013 wurden auf dem Fliegerhorst Neuburg Arbeiten an einem neuen Kontrollturm aufgenommen. Außerdem nahmen erstmals drei Eurofighter des JG 74 am Tactical Leadership Programme (TLP) auf dem Flughafen Albacete in Spanien teil. Am 14. Juli des gleichen Jahres nahm die Luftwaffe erstmals an der Militärparade am französischen Nationalfeiertag teil. Neben einer Transall als Teilnehmer der Opération Serval waren anlässlich des 50-jährigen Jubiläums des Élysée-Vertrags drei Kampfflugzeuge des JG 74 am „Flypass“ der französischen Luftstreitkräfte beteiligt.
Im Rahmen der Neuausrichtung der Bundeswehr wurde zum 1. Oktober 2013 das Jagdgeschwader 74 (JG 74) in Taktisches Luftwaffengeschwader 74 (TaktLwG 74) umbenannt. Beim Hochwasser in Bayern 2013 unterstützten Soldaten des Verbandes. Von September bis Dezember 2014 stellte das JG 74 zum dritten Mal das Kontingent für Air Policing Baltikum der NATO. Von September bis Dezember 2016 stellte das JG 74 das vierte deutsche Kontingent Air Policing Baltikum (erneut auf der Luftwaffenbasis Ämari in Estland) mit bis zu sechs Eurofightern und 130 Soldaten.

## Traditionsname
Der Traditionsname „Mölders“, später auch nur mit „M“ bezeichnet, – nach einem „Fliegerass“ im Zweiten Weltkrieg und vormaligen Angehörigen der Legion Condor – wurde dem Verband am 32. Todestag von Oberst Werner Mölders († 1941), dem 22. November 1973, durch den Inspekteur der Luftwaffe, Generalleutnant Günther Rall, verliehen. Damit war das Jagdgeschwader das vierte Traditionsgeschwader der Luftwaffe der Bundeswehr (nach „Richthofen“, „Boelcke“ und „Immelmann“) und der dritte Träger der Mölderstradition (nach dem Zerstörer (1968) und der Luftwaffenkaserne in Visselhövede (1972)) in der Bundeswehr. Zeitgleich wurde die im Grünauer Wald gelegene Kaserne nach einem erfolgreichen jüdischstämmigen Jagdflieger des Ersten Weltkrieges, Leutnant der Reserve und Pour-le-Mérite-Träger Wilhelm Frankl, benannt. Generalleutnant Günther Rall und Werner Nachmann, Vorsitzender des Zentralrates der Juden in Deutschland, enthüllten einen Gedenkstein. Später (1990) überreichte die Witwe von Mölders dessen militärische Ehrenzeichen und Auszeichnungen, die im Wehrgeschichtlichen Lehrraum des Geschwaders ausgestellt wurden. Nach einer Beschlussempfehlung des Deutschen Bundestages (1998), Mitglieder der Legion Condor nicht länger als Leitbilder für deutsche Soldaten zu empfehlen, und einer in Auftrag gegebenen Untersuchung des Militärgeschichtlichen Forschungsamtes (MGFA) wurde dieser Beiname vom Bundesminister der Verteidigung, Peter Struck, zum 11. März 2005 wieder gestrichen (siehe auch Werner Mölders).

## Gliederung
Ehemalige Unterstellungen:
- Luftwaffenstruktur 1958: 1. Luftverteidigungsdivision in München
- Luftwaffenstruktur 1964: 1. Luftwaffendivision in Fürstenfeldbruck[62]
- Luftwaffenstruktur 1970: Kommando 2. Luftwaffendivision in Birkenfeld[63]
- Luftwaffenstruktur 4 (1994): 2. Luftwaffendivision in Birkenfeld bzw. Luftwaffenkommando Süd in Meßstetten / Combined Air Operations Centre[64]
- Luftwaffenstruktur 5 (2004): Kommando 1. Luftwaffendivision in Fürstenfeldbruck[65]
- Luftwaffenstruktur 6 (2010): Kommando 1. Luftwaffendivision in Fürstenfeldbruck[66]

Das TaktLwG 74 ist seit 2015 dem Luftwaffentruppenkommando (LwTrKdo) in Köln-Wahn unterstellt. Geführt wird der Verband durch einen Kommodore im Dienstgrad Oberstleutnant oder Oberst.
Gegliedert ist das Geschwader in die Fliegende und die Technische Gruppe. Die Fliegende Gruppe umfasst die beiden Jagdstaffeln und die Flugbetriebsstaffel, die Technische Gruppe setzt sich aus der Instandsetzungs- und Elektronikstaffel, der Wartungs- und Waffenstaffel und der Nachschub- und Transportstaffel zusammen.
Seit Ende März 2013 obliegt dem Geschwader zusätzlich der Betrieb des Fliegerhorstes Lechfeld in Lagerlechfeld. Es unterhält an diesem Zweitstandort hierzu die Flugplatzstaffel Lechfeld des TaktLwG 74.

## Kommodore
| Nr. | Name                           | Beginn der Berufung | Ende der Berufung  |
| --- | ------------------------------ | ------------------- | ------------------ |
| 1   | Oberst Fritz Wegner            | 5. Mai 1961         | 26. September 1968 |
| 2   | Oberst Gerhard Mohrdieck       | 26. September 1968  | 25. September 1972 |
| 3   | Oberst Rudolf Erlemann         | 25. September 1972  | 26. März 1975      |
| 4   | Oberst Walter Schmitz          | 26. März 1975       | 18. Juli 1977      |
| 5   | Oberst Michael Estendorfer     | 18. Juli 1977       | 12. März 1980      |
| 6   | Oberst Hans Heinrich Block     | 12. März 1980       | 1. April 1984      |
| 7   | Oberst Gunter Lange            | 1. April 1984       | 26. März 1986      |
| 8   | Oberst Helmut Ruppert          | 26. März 1986       | 25. September 1991 |
| 9   | Oberst Kurt Wolfgang Fredemann | 25. September 1991  | 30. September 1993 |
| 10  | Oberst Claus Volk              | 30. September 1993  | 26. Juni 1995      |
| 11  | Oberst Gerhard Ballhausen      | 26. Juni 1995       | 31. März 1998      |
| 12  | Oberst Ludwig Frank            | 31. März 1998       | 28. September 2000 |
| 13  | Oberst Karl Müllner            | 28. September 2000  | 27. September 2002 |
| 14  | Oberst Thomas Tillich          | 27. September 2002  | 26. September 2005 |
| 15  | Oberst Uwe Klein               | 26. September 2005  | 1. April 2008      |
| 16  | Oberst Andreas Pfeiffer        | 1. April 2008       | 20. März 2013      |
| 17  | Oberst Frank Gräfe             | 20. März 2013       | 29. April 2015     |
| 18  | Oberst Holger Neumann          | 29. April 2015      | 6. Oktober 2017    |
| 19  | Oberst Thomas Früh             | 6. Oktober 2017     | Dezember 2019      |
| 20  | Oberst Gordon Schnitger        | Dezember 2019       | April 2023         |
| 21  | Oberst Jürgen Schönhöfer       | seit April 2023     | seit April 2023    |

## Angehörige des Geschwaders
Neben den Kommodores waren u. a. folgende Offiziere Angehörige des Geschwaders:
- Generalleutnant a. D. Peter Bohrer, 1981–1988
- Brigadegeneral a. D. Hermann Hagena, 1966–1968
- Brigadegeneral Ralf Raddatz, 1992–1994
- Generalleutnant a. D. Klaus-Peter Stieglitz, 1989–1991
- Generalmajor a. D. Volker Zimmer, 1980er

## Eingesetzte Luftfahrzeugmuster
- North American F-86K „Sabre“
- Lockheed F-104G „Starfighter“
- McDonnell F-4F „Phantom II“
- Eurofighter Typhoon

## Zwischenfälle
Beim Flugbetrieb des Geschwaders ereignete sich eine Anzahl von Flugunfällen, bei denen 23 Menschen ihr Leben verloren und 20 Flugzeuge zerstört wurden.
Weitere Vorkommnisse waren:
- Am 21. Oktober 1967 entwendete der Architekt Manfred Ramminger zusammen mit einem Piloten aus dem Munitionslager des JG 74 eine scharfe Luft-Luft-Rakete vom Typ AIM-9 Sidewinder und übergab diese am Zaun seinem Fahrer, der sie dann abtransportierte.[70]

## Auszeichnungen
- 1965: Silberschild des Clubs der Luftwaffe für die besten Luftwaffenverbände[17]
- 1968: Flugsicherheitspreis durch den Inspekteur der Luftwaffe, Generalleutnant Johannes Steinhoff[18]
- 1973: Ärmelband „Geschwader Mölders“ (stellvertretend für alle Soldaten) durch den Inspekteur der Luftwaffe[60]
- 1980: Flugsicherheitspokal[27]
- 1987: Fahnenband des Freistaates Bayern durch den bayerischen Staatssekretär für Wissenschaft und Kunst Thomas Goppel[71]
- 1988: Flugsicherheitspokal für zwei Jahre unfallfreier Fliegen durch den Kommandierenden General des Luftflottenkommandos[30]
- 1991: Flugsicherheitspokal in Gold für fünf Jahre unfallfreies Fliegen[30]
- 1993: Flugsicherheitsurkunde „Blau“ für sieben Jahre unfallfreies Fliegen durch den Kommandeur der 2. Luftwaffendivision[72]
- 1994: Flugsicherheitsurkunde für acht Jahre unfallfreies Fliegen durch den Kommandeur der 2. Luftwaffendivision[73]
- 1994: Certificate of Commendation durch den NATO-Oberbefehlshaber der Allied Forces Central Europe, General Helge Hansen, für hervorragende Leistungen[73]
- 1996: Prinz-Heinrich-Preis als bester Verband der 2. Luftwaffendivision
- 2004: Flugsicherheitsurkunde
- 2005: Fahnenband des Freistaates Bayern durch den bayerischen Ministerpräsidenten Edmund Stoiber[74]
- 2007: Flugsicherheitsurkunde für sieben Jahre unfallfreies Fliegen durch den Kommandeur der 1. Luftwaffendivision[75]
- 2013: Flugsicherheitsurkunde für zwölf Jahre unfallfreies Fliegen durch den Kommandeur der 1. Luftwaffendivision[76]
- 2015: Flugsicherheitspreis für 15 Jahre unfallfreies Fliegen durch den General Flugsicherheit der Bundeswehr[77]
- 2020: Flugsicherheitspreis für 20 Jahre unfallfreies Fliegen durch den General Flugsicherheit der Bundeswehr[78]